# 亚当·巴德尔
亚当·巴德尔 （Adam Buddle，1662年—1715年）是一个英国的教士和植物学家。巴德尔出生在彼得伯勒附近的小村庄，在剑桥大学圣凯瑟琳学院接受教育，他在1681年获得学士学位，四年后获得硕士。巴德尔最终被任命进入英国国教会，在埃塞克斯的莫尔登的北Fambridge附近工作指导1703年。期间他住到萨福克郡，研究苔藓植物并成为这方面的权威。巴德尔编译了一个新的英格兰植物志，历经数年终于1708年完成，但从未出版，目前原稿被保存在伦敦自然历史博物馆，作为斯隆藏品的一部分。1715年巴德尔死亡，被埋在，霍尔的圣安德鲁教堂。
林奈为了纪念巴德尔，在他死后以他的姓氏命名醉鱼草属。